# Архип Љуљка
Архип Михаилович Љуљка (рус. Архип Михайлович Люлька; Саварка, 23. март 1908 — Москва, 2. јун 1984) је био совјетски конструктор млазних мотора за авионе.
Завршава Кијевски политехнички институт 1931. послије чега ради на пројектирању турбина. Конструише први совјетски млазни мотор у Харковском ваздухопловном институту 1939. Послије тога се посвећује конструкцији и градњи млазних мотора. 1944. ствара млазни мотор од 1300 кп потиска, а 1950. од 4990 кп.
Његови мотори под ознакама АЛ се уграђују на многе совјетске авионе послијератног периода.